# 密花远志
密花远志（学名：Polygala tricornis）为远志科远志属下的一个种。

## 扩展阅读
- 維基物種上的相關：密花远志